# 志村忍
志村 忍（しむら しのぶ）は日本の元スタントウーマン、元殺陣師、元女優である。
『科学戦隊ダイナマン』ではヒロインであるダイナピンクのスーツアクトレスを務めた。

## 出演

### 特撮
- 太陽戦隊サンバルカン（1981年 - 1982年）
- 大戦隊ゴーグルファイブ（1982年 - 1983年） - 女闘士人形（22話）、女性（第45話）、ゴーグルピンク（第34話以降[2]）
- 科学戦隊ダイナマン（1983年 - 1984年） - ダイナピンク[3]
- 超電子バイオマン（1984年 - 1985年）
- 電撃戦隊チェンジマン（1985年 - 1986年）

### 映画
- 大戦隊ゴーグルファイブ
- 科学戦隊ダイナマン（1983年） - ダイナピンク[要出典]
- 超電子バイオマン（1984年） - キャット軍団キャット3号

### 参考書籍
- 『宇宙船』15号（1983年夏号）（ホビージャパン） - ダイナピンクのスーツアクトレスを演じていた際の志村の写真掲載などがある。
- 安藤幹夫 編「志村忍スペシャルインタビュー」『ゴーグルV・ダイナマン・バイオマン大全 東映スーパー戦隊大全2』双葉社、2004年、168頁。ISBN 4-575-29688-0。

| スタブアイコン | サブスタブ | この項目は、まだ閲覧者の調べものの参照としては役立たない、人物に関連した書きかけの項目です。この項目を加筆・訂正などしてくださる協力者を求めています（P:人物伝/PJ:人物伝）。 |